# National Airlines (1984)
National Airlines (ursprünglich United Air Carriers, danach von Mai 1979 bis Jahresende 1983 als Overseas National Airways firmierend) war eine auf dem John F. Kennedy International Airport beheimatete US-amerikanische Fluggesellschaft, die ihren Betrieb im Jahr 1985 eingestellt hat. Das Unternehmen führte Charterverkehr unter eigenem Namen durch und vermietete zudem Maschinen an andere Fluggesellschaften.

## Geschichte

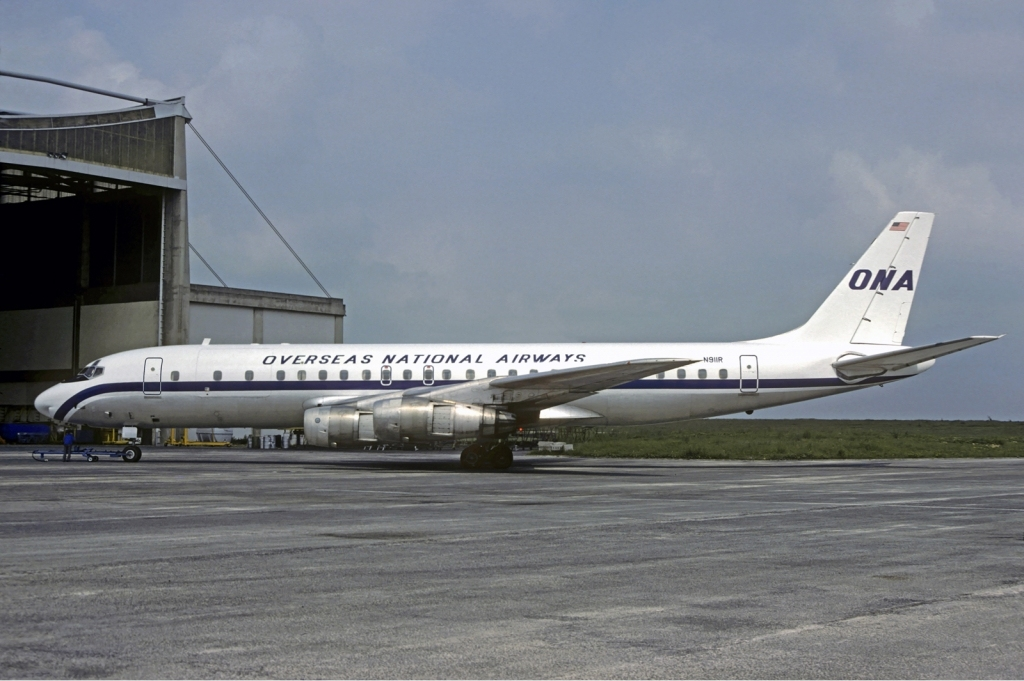
Eine Douglas DC-8-55F der Overseas National Airways auf dem Flughafen Paris-Charles-de-Gaulle im Jahr 1982

### United Air Carriers
Im Sommer 1977 zeichnete sich die Deregulierung des US-Luftverkehrs ab. Steedman Hinckley, der Vorstandsvorsitzende der US-amerikanischen Charterfluggesellschaft Overseas National Airways (ONA), befürchtete einen ruinösen Wettbewerb zwischen den Fluggesellschaften und entschloss sich, den Flugbetrieb im Folgejahr einzustellen und die ONA aufzulösen. Parallel dazu gründete er am 21. Juli 1977 die Leasinggesellschaft United Air Carriers Inc. (UACI), welche im Anschluss aktiv bleiben sollte. Das neue Unternehmen erhielt von der Federal Aviation Administration (FAA) eine FAR-129-Zulassung, wodurch es Flugzeuge an andere Gesellschaften vermieten (Dry-Lease) und daneben Auftragsflüge außerhalb der USA im Wet-Lease durchführen konnte. United Air Carriers übernahm am 4. April 1978 ihre erste Maschine, eine Douglas DC-8-21, und erhielt im Verlauf des Jahres vier weitere Douglas DC-8, die hauptsächlich auf Frachtflügen für Saudi Arabian Airlines und Egypt Air zum Einsatz kamen. Zudem wurde von Oktober bis Dezember 1978 eine von ONA gemietete werksneue McDonnell Douglas DC-10-30CF für Saudi Arabian Airlines auf Haddsch-Flügen nach Dschidda betrieben. Dieses Großraumflugzeug hatte ONA am 8. September 1978 vom Hersteller übernommen, es aber wegen der zeitgleich eingeleiteten Betriebseinstellung nicht mehr selbst genutzt.

### Overseas National Airways

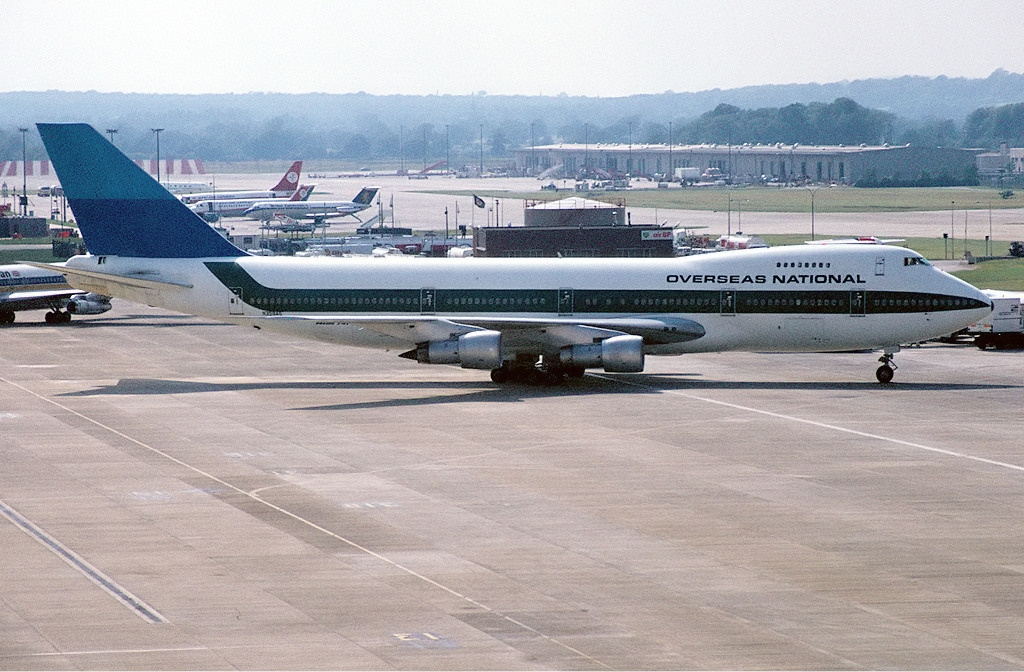
Die ab 1983 gemieteten Boeing 747 trugen die Bemalung ihrer vorherigen Betreiber, in diesem Fall die Farben von Alitalia

Nachdem die 1950 gegründete Overseas National Airways ihren Betrieb am 14. September 1978 eingestellt hatte, erwarb Steedman Hinckley im Februar 1979 deren Air Operator Certificate sowie deren Markenrechte und benannte United Air Carriers am 30. Mai 1979 entsprechend um. Zeitgleich setzte die Gesellschaft erstmals eine Boeing 747 für Saudi Arabian Airlines ein. Im Frühjahr 1980 bestand die Flotte aus elf Douglas DC-8 verschiedener Bauserien, die für andere Fluggesellschaften betrieben wurden oder an solche vermietet waren, unter anderem an Saudi Arabian Airlines und an die italienische Charterfluggesellschaft Aeral. Steedman Hinckley entschloss sich, in Ergänzung zu den Leasinggeschäften, erneut Charterflüge unter dem Markenauftritt ONA durchzuführen und beantragte eine entsprechende Betriebsgenehmigung.
Overseas National Airways bekam im April 1980 zunächst eine FAR-121-Zulassung für nationale und internationale Frachtflüge. Eine Genehmigung zur Aufnahme von internationalen Passagierflügen auf Charterbasis wurde im Dezember 1981 von der US-Luftfahrtbehörde FAA erteilt. Das Verleasen von Flugzeugen blieb aber weiterhin das Hauptgeschäft der Gesellschaft. Zu ihren Kunden gehörten unter anderem Capitol Air und Air India, letztere setzte gemietete Douglas DC-8 im Frachtverkehr ein, sowie British Caledonian Airways, die ab Mai 1982 eine geleaste Boeing 747 auf ihren Routen von London-Gatwick nach Lagos und Kano in Nigeria betrieb. Overseas National Airways ließ im selben Jahr einige ihrer Douglas DC-8-61 und DC-8-63 mit modernen CFM56-Triebwerken nachrüsten und setzte diese als Super Seventies bezeichneten Maschinen zunächst selbst im IT-Charterverkehr nach Europa ein. Am 7. September 1982 erhielt die Gesellschaft eine auf drei Jahre befristete Genehmigung für IT-Charterflüge nach Japan. Hierzu gründete sie gemeinsam mit der Hotelkette Four Seasons Group die Tochtergesellschaft Four Season Airlines, welche die Flüge nach Japan mit zwei von ONA gemieteten Douglas DC-8-71 durchführte.
Ab der Sommersaison 1983 kamen Boeing 747 im IT-Charterverkehr nach London-Gatwick zum Einsatz. Diese zum Teil nur kurzzeitig gemieteten Flugzeuge erhielten zwar den Schriftzug der Gesellschaft; sie besaßen jedoch keine einheitliche Bemalung, sondern trugen die Grundfarben der vorherigen Betreiber. Das Unternehmen plante, im Folgejahr transatlantische Linienflüge anzubieten und erwarb hierzu das Nutzungsrecht für den Namen National Airlines von Pan American World Airways (Pan Am), welche die erste National Airlines im Juli 1979 aufgekauft hatte.

### National Airlines

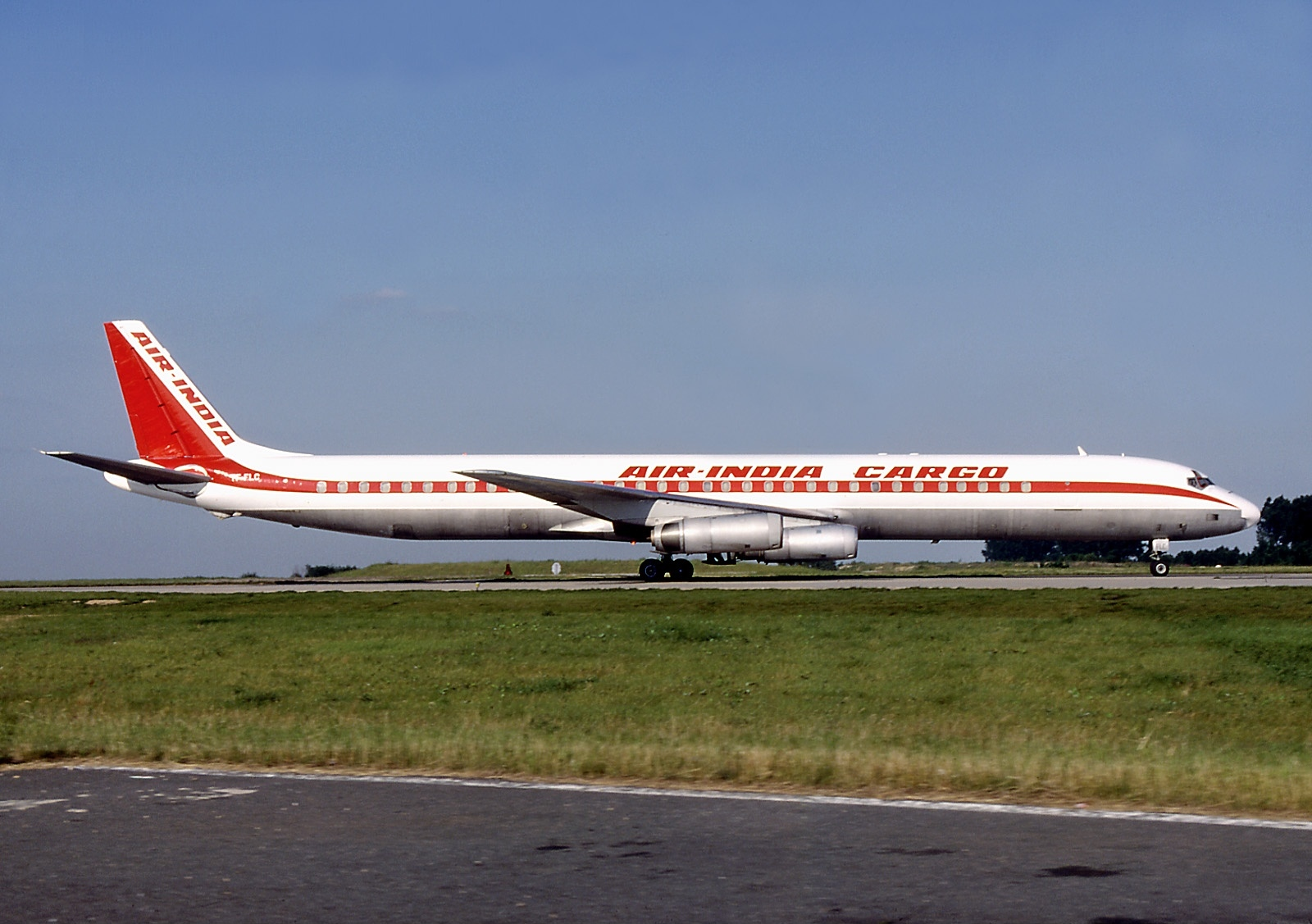
Das Unternehmen hatte diese Douglas DC-8-63CF ab 1981 von Icelandair gemietet, um sie im Wet-Lease für Saudi Arabian Airlines und Air India zu betreiben

Am 1. Januar 1984 wurde Overseas National Airways zur National Airlines umfirmiert, ohne dass im Anschluss eine Aufnahme von Linienflügen erfolgte. Im März 1984 bestand die Flotte aus dreizehn Douglas DC-8, die an Air Afrique, Air India, Icelandair, Saudi Arabian Airlines und Zantop International Airlines verleast waren. Daneben betrieb National Airlines eine Boeing 737-200 für Pan Am und führte in den Wintermonaten mit zwei von Alisarda gemieteten McDonnell Douglas DC-9-82/MD-92 IT-Charterflüge aus den nordöstlichen Bundesstaaten nach Florida sowie in die Karibik durch. Auf den transatlantischen Charterstrecken kamen im Sommer 1984 und 1985 erneut geleaste Boeing 747 zum Einsatz.
National Airlines stellte den Flugbetrieb unter eigenem Markenauftritt Ende 1985 aus wirtschaftlichen Gründen ein. Ihre Betriebsgenehmigung wurde am 30. März 1986 aufgekündigt. Bis zur Eröffnung des Insolvenzverfahrens im Mai 1986 blieb das Unternehmen als Leasinggesellschaft tätig. Anfang März 1986 bestand die Flotte aus einer an Egypt Air verleasten Boeing 747-200 sowie aus 16 Douglas DC-8 verschiedener Bauserien, von denen zehn an die Frachtfluggesellschaft Emery Worldwide vermietet waren.

## Flotte
Das Unternehmen betrieb folgende Flugzeugtypen unter eigenem Markenauftritt sowie für andere Fluggesellschaften:
- Boeing 707-320
- Boeing 737-200
- Boeing 747-100 und 747-200
- Douglas DC-8-21, DC-8-31, DC-8-32, DC-8-33, DC-8-55, DC-8-55F, DC-8-61, DC-8-63, DC-8-63CF, DC-8-71, DC-8-73CF
- McDonnell Douglas DC-10-30CF
- McDonnell Douglas DC-9-82/MD-82 (im Winter 1983/84 und 1984/85 geleast von Alisarda)

## Zwischenfälle
- Am 15. Januar 1981 geriet eine Douglas DC-8-61 (Luftfahrzeugkennzeichen: N913R) der Overseas National Airways in Brand, während die Maschine in einem Hangar der Cargolux auf dem Flughafen Luxemburg gewartet wurde. Das Flugzeug musste als Totalverlust abgeschrieben werden.[22]